# Молинела (Ровиго)
Молинела (итал. Molinella) је насеље у Италији у округу Ровиго, региону Венето.
Према процени из 2011. у насељу је живело 52 становника. Насеље се налази на надморској висини од 3 м.